# Andrés Cavo
Andrés Cavo (Guadalajara, Nueva España, 1739; Roma, 1803), también conocido como Andrés Cabo, fue un jesuita e historiador

## Biografía
Nacido en Jalisco, hay dudas acerca de la fecha de su nacimiento: el 21 de enero de 1739 o el 13 de febrero de ese año.
Estudió filosofía antes hacerse jesuita cuando ingresó, el 14 de enero de 1758, en el noviciado de Tepotzotlán. Completaría su formación en el Colegio Máximo de San Pedro de la Ciudad de México, donde fue ordenado de sacerdote hacia 1763 y poco después, 1764, sería nombrado secretario del superior y profesor en el Seminario de San Ignacio de Puebla.
Se ordenó como sacerdote jesuita en 1760. En 1767, cuando se decretó la expulsión de los jesuitas, era misionero con los indios de Nayar, que no habían sido sometidos hasta 1721. Como otros miembros de la compañía, tuvo que viajar a Italia, donde transcurrió el resto de su vida, no pudiendo volver nunca a su tierra natal.
A su muerte, acaecida en 1803, dejó un manuscrito con su obra Historia civil y política de México, redactada en latín y en español. Carlos María de Bustamante halló el manuscrito en la biblioteca del obispo de Tenagra, y lo llevó a la imprenta añadiéndole un largo apéndice, titulando el conjunto Los tres siglos de México bajo el gobierno español hasta la entrada del Ejército Trigarante. La primera edición se publicó en Ciudad de México, en cuatro volúmenes, entre 1836 y 1838.
El manuscrito de Cavo comenzaba en 1521 (toma de Tenochtitlan) y terminaba en 1766, con el fin del mandato del virrey Joaquín de Montserrat, marqués de Cruillas. Discretamente, Cavo eludió escribir sobre la expulsión de los jesuitas de 1767. El Suplemento de Bustamente continúa la crónica hasta la entrada del Ejército Trigarante en Ciudad de México, el 29 de septiembre de 1821.
Posteriormente, se publicaron otras tres ediciones de Los tres siglos. La primera en 1852, en Ciudad de México, otra en 1870, en Xalapa, y la tercera, por la Universidad de Texas, en 1949; esta última edición estuvo a cargo de Ernesto P. Burrus, S.J. y se tituló Historia de México.
El género de la obra no puede calificarse de historia, en el sentido habitual de narración cronológica de sucesos. Se parece más a unos anales de la Ciudad de México, que enfatizan especialmente la evolución de las ideas políticas. El libro contiene también detalles de la vida colonial que no se encuentran en ninguna otra fuente. Cavo deja traslucir en diversos rasgos su nacionalidad mexicana, y no española-novohispana, por lo que suele considerársele un precursor de la independencia.